# Dragosavljević
Dragosavljević (cyr. Драгосављевић, pol. trans. Dragosawliewić) – nazwisko patronimiczne pochodzenia serbskiego, oznacza "potomek Dragosava.

## Znani ludzie
- Adam Dragosavljević – serbski filolog i pedagog
- Marko Dragosavljević – serbski kajakarz